# When the Levee Breaks
«When the Levee Breaks» es una canción escrita y grabada por Kansas Joe McCoy y Memphis Minnie en 1929, versionada por el grupo británico Led Zeppelin para su cuarto álbum en estudio, Led Zeppelin IV, del que ocupa la octava y última pista. La letra habla de las consecuencias generadas por la inundacion del rio Misisipi de 1927, entre ellas el incremento de migraciones de personas hacia las zonas medio oeste, noroeste y oeste de Estados Unidos.
Según el guitarrista de Led Zeppelin, Jimmy Page, la estructura de la canción era "un riff en el que se había estado trabajando, pero en el que el sonido de la batería de Bonzo realmente no encajaba". La famosa interpretación de batería fue grabada por el ingeniero Andy Johns usando un nuevo kit de batería Ludwig en la parte inferior de una escalera en Headley Grange, y grabada usando dos micrófonos Beyerdynamic M160 en la parte superior, dando al sonido distintivo resonante pero un poco sordo. Page explicó más tarde: Estábamos jugando en una habitación en una casa con un camión de grabación, y un kit de batería se estableció debidamente en el pasillo principal, que es una sala de tres pisos, con una escalera que sube en el interior de la misma. Y cuando John Bonham salió a jugar el juego en la sala, me fui "Oh, espera un minuto, tenemos que hacer esto!" Curiosamente, eso es solamente un micrófono estéreo que es hasta las escaleras del segundo piso de este edificio, y que era su equilibrio natural.
De vuelta en estudio móvil de los Rolling Stones. La actuación contó con un equipo de batería nueva que acababa de ser liberado de la fábrica. Page grabó parte de la armónica de Robert Plant usando la técnica de eco hacia atrás, poniendo el eco antes del sonido cuando se mezclan, creando un efecto distinto.
"When the Levee Breaks" fue grabado en un tempo diferente, más lento, especialmente en la armónica y los solos de guitarra. Debido a que esta canción fue producida en gran medida en el estudio, era difícil de recrear en vivo, la banda la interpretó un par de veces en las primeras etapas de su gira por los EE. UU. 1975, antes de dejar de tocarla para siempre. Sin embargo, la canción fue revivido en el Rock and Roll Hall of Fame en 1995. 
"When the Levee Breaks", fue la única canción del álbum que no fue remezclado después de un trabajo de mezcla supuestamente desastroso en los EE. UU. (el resto de los temas fueron mezclados nuevamente en Inglaterra). La mezcla hace en esta canción se mantuvo en su forma original.
El supergrupo estadounidense de rock alternativo A Perfect Circle también ha hecho su propia versión de esta canción en su álbum Emotive. Más tarde se grabó una versión en vivo en Red Rocks, y se puede apreciar en su "live box set" A Perfect Circle Live: Featuring Stone and Echo.